# 表姐，妳好嘢！
《表姐，妳好嘢！》（英語：Her Fatal Ways）是1990年上映的一部香港黑色喜劇電影，由張堅庭執導，鄭裕玲、梁家輝、張堅庭及林蛟主演。上映日數37天，總票房為該年的第9位。鄭裕玲憑本片榮獲第10屆香港電影金像獎最佳女主角。

## 劇情
中國四川女公安鄭碩男（鄭大姐，鄭裕玲 飾）和有特异功能之侄子小勝（張堅庭 飾）奉命押解毒販阿牛到香港審訊，伍衛國（梁家輝 飾）奉命接待，豈料阿牛越柙而去，鄭碩男不得不協助將之捕回。期間，鄭碩男和阿勝離奇遇襲，伍衛國遂將二人帶返家暫住，然伍衛國之父伍天賜（林蛟 飾）昔日為中國國民黨幹部，對大陸任何事皆有成見，自然與鄭碩男水火不容；雙方經常發生衝突，夾在中間的伍衛國因而深感左右為難。
鄭碩男和阿勝因為對香港的風俗並不了解，因而於追捕毒販期間鬧出一連串笑話。但最終仍得以將毒梟繩之於法，一群人亦冰釋前嫌。

## 演員

### 領銜主演
- 鄭裕玲 飾演 鄭碩男（花名「鄭大姐」，阿勝之姑姐，喜歡伍衛國）
- 梁家輝 飾演 伍衛國（伍天賜之子，喜歡表姐鄭碩男，角色名字同：伍衛國）
- 張堅庭 飾演 阿　勝（鄭碩男之侄子）
- 林蛟 飾演 伍天賜（伍衛國之父）

### 合演
- 陳淑蘭 飾演 雪碧（王弟之女友）
- 周文健 飾演 王弟（化名“阿牛”，雪碧之男友，與蘇國榮互相勾結販毒）
- 方剛 飾演 蘇國榮（與王弟互相勾結販毒）

### 其他演員
- 曹達華 飾演 伍天賜朋友
- 古明華 飾演 陳復生（伍衛國之下屬）
- 張錦程 飾演 阿巫（花名「毛主席」，伍衛國之下屬）
- 林迪安 飾演 警察 （伍衛國之下屬）
- 陳錦鴻 飾演 司機
- 林映輝 飾演 司機女友

## 影響
本電影以黑色幽默手法為主，反映了在1989年北京六四事件後，香港民眾在面對1997年主權移交時的恐懼和迷茫，臺灣和中國大陸的政治分歧，也透露了兩岸三地間的政治隔闔和民眾生活方式、生活理念的不同和衝突。

### 接連拍了四集
本電影上映後，在香港、臺灣和海外反響熱烈，票房驚人，掀起同類型，諷刺政治的黑色幽默港產片流行（例如鍾鎮濤主演的《表哥我來也》）。2005年，中國電影一百年，導演張堅庭在接受香港電臺採訪時，感慨地說，當年《表姐，你好嘢！》（本電影）中，國共合作、中港互動的劇情，正正是十多年後，中共中央總書記胡錦濤和國民黨主席連戰會晤的預演，似乎也是中國內地向香港開放自由行的預示，張堅庭說電影題材往往來自于生活，高於生活，但卻是歷史的一個注腳，如今回看本電影感觸良多。《表姐，你好嘢》上影後，大獲好評，後來接連拍了四集，成為張堅庭的代表作。

### 大陸列入黑名單
到了2013年，張堅庭在北京與前退休電影局人員吃飯，宴席間他才知道自己執導的1990年《表姐，你好嘢》後，遭中共當局列入黑名單，「他們說，當時國家主席楊尚昆打電話召見當時的電影局長，指《表姐》嘲笑公安，於是以造成『人民內部矛盾』為由，把我放入黑名單。」張堅庭指該電影反映港人對中國共產黨的恐懼，「從共產黨搞政治運動開始，到改革開放，我們已經聽過太多家破人亡的真實故事，加上九七回歸問題，更加深了港人的恐懼。當時市場並沒有這類型電影，於是我們便開拓這市場。」張導表示「如今重看，原來當時所擔心的，是真的，只是他不會在這裡查，但會劫了你回去。」。

### 香港現狀的「神」預測
1990年電影《表姐，你好嘢！》在2020年6月「港版國安法」後，「表姐」鄭裕玲擔當神預言角色，在社交平台再度活躍起來，特別是那段「聯合聲明完喇、一國兩制完喇、基本法完喇，到時港幣大跌、金融大跌、股市大跌、樓價大跌，跌！跌！跌！跌！跌！」言論，歡笑多於唏噓。電影不經不覺已30年，身兼編劇與導演的張堅庭，看到自己的作品歷久常新本應滿心歡喜，不過當亂說一通的笑話變成真時，彼此心中矛盾又可有另一番感受。他補充說:「喜劇永遠都是要荒謬，要超現實得來有少少真實混入，才會好笑，當一個喜劇預言或比喻變成事實，這肯定是一個悲劇。」

## 獎項
| 年份 | 頒獎典禮             | 獎項         | 名單           | 結果 |
| ---- | -------------------- | ------------ | -------------- | ---- |
| 1990 | 第27屆金馬獎         | 最佳女主角   | 鄭裕玲         | 提名 |
| 1990 | 第27屆金馬獎         | 最佳改編劇本 | 張堅庭、黃宏基 | 提名 |
| 1991 | 第10屆香港電影金像獎 | 最佳女主角   | 鄭裕玲         | 獲獎 |